# Niccolò Ardinghelli
Niccolò Ardinghelli (født 17. marts 1503 i Firenze, død 22. august 1547 i Rom) var en af Den katolske kirkes kardinaler. Han var biskop af Fossombrone i Italien. 
Han blev kreeret til kardinal af pave Pave Paul 3. den 19. december 1544.